# Sveta vojna
Sveta vojna ([Свяще́нная война́] Napaka: {{Jezik-xx}}: neveljaven parameter: |p= (pomoč)), znana tudi kot »Vstani, ogromna država«, ([Встава́й, страна́ огро́мная!] Napaka: {{Jezik-xx}}: neveljaven parameter: |p= (pomoč)) je ena najbolj znanih sovjetskih pesmi o drugi svetovni vojni. Glasbo je napisal Aleksandr Vasiljevič Aleksandrov, ustanovitelj ansambla Aleksandrov in skladatelj državne himne ZSSR. Besedilo je napisal Vasilij Lebedev-Kumač.
Pesem je bila napisana in prvič zaigrana v naglici; besedilo je bilo objavljeno 24. junija 1941 in Aleksandrov je takoj napisal glasbo zanj, tako da je note napisal na tablo, da so si jih pevci lahko ročno prepisali. Prva izvedba je bila 26. junija na Beloruski železniški postaji, kjer je bila po poročanju prič zapeta petkrat zaporedoma.
Maja 2005 je bila v spomin na ta dogodek na postajni zgradbi nameščena spominska plošča.
Do 15. oktobra 1941 "Sveta vojna" ni bila široko izvajana, saj je prevladovalo mnenje, da ima pretirano tragičen prizvok – ni pela o hitri zmagi z malo krvi, temveč o težkem smrtnem boju. Šele po 15. oktobru 1941, ko je vermaht že zavzel Kalugo, Ržev in Kalinin, je bila pesem vsakodnevno predvajana po radiu – vsako jutro po kremeljski uri.
Med drugo svetovno vojno je pesem dosegla visoko priljubljenost in je vzdrževala visoko moralo enot, zlasti med težkimi obrambnimi bitkami. Med vojno je bila pesem dvakrat izdana na gramofonskih ploščah – leta 1941 (Gramplasttrest št. 11019) in leta 1942 (Gramplasttrest št. 119).

## Besedilo
| Rusko |
| Встава́й, страна́ огро́мная, Встава́й на сме́ртный бой С фаши́стской си́лой тёмною, С прокля́тою ордо́й. Припев: Пусть я́рость благоро́дная Вскипа́ет, как волна́! Идёт война́ наро́дная, Свяще́нная война́! Дади́м отпо́р души́телям Всех пла́менных идей, Наси́льникам, граби́телям, Мучи́телям люде́й! Припев Не сме́ют кры́лья чёрные Над Ро́диной лета́ть, Поля́ её просто́рные Не сме́ет враг топта́ть! Припев Пусть я́рость благоро́дная Вскипа́ет, как волна́! Идёт война́ наро́дная, Свяще́нная война́! |